# Antiquitätenhalle
Die Antiquitätenhalle, auch Museum Palaeotechnicum genannt, war ein Gebäude in Baden-Baden, das 1804 im Stil des Klassizismus nach Entwurf des Architekten Friedrich Weinbrenner erbaut wurde.

## Geschichte
Das Gebäude wurde auf Vorschlag von Großherzog Karl Friedrich von Baden am zentralen Marktplatz in Baden-Baden errichtet. In unmittelbarer Nähe befanden sich die Stiftskirche und die Thermalquellen.
Die Antiquitätenhalle diente als Ausstellungsgebäude und Museum für die archäologischen Funde aus der Römerzeit, die auf dem Stadtgebiet von Baden-Baden und in der unmittelbaren Umgebung der Stadt entdeckt wurden. Das Gebäude wurde nach Vorbildern antiker griechischer Tempel gestaltet. Auf Grund größerer städtebaulicher Umbaumaßnahmen wurde die Antiquitätenhalle bereits im Jahr 1845 wieder abgerissen. An derselben Stelle entstand das Alte Dampfbad nach Plänen des Architekten Heinrich Hübsch, das heute als Ausstellungsgebäude für wechselnde Kunstausstellungen genutzt wird.